# Dannebrogordenens Hæderstegn
La Dannebrogordenens Hæderstegn ou Croix d'honneur de l'Ordre du Dannebrog, est une récompense méritoire liée à l'Ordre danois du Dannebrog. 
La croix a été instituée par le roi Frédéric VI du Danemark et de Norvège le 28 juin 1808 et a été nommée Dannebrogsmændenes Hæderstegn (DM) jusqu'en 1952.
Elle peut être décernée aux Danois qui ont rendu service à « la patrie » par un acte noble. Elle est également portée par les membres individuels de la famille royale. La croix est d'un rang inférieur à celle de l'Ordre du Dannebrog, mais est considérée comme une reconnaissance supplémentaire si elle est décernée à quelqu'un qui est déjà titulaire de l'Ordre.

## Conception
La croix est identique à la croix de chevalier de l'Ordre du Dannebrog, sauf qu'elle est en argent uni. Elle se porte sur un ruban (messieurs) ou un nœud (dames) de l'Ordre, blanc à bords rouges, de nos jours avec rosace, sur la gauche de la poitrine.